# Austrocheilosia australis
Austrocheilosia australis är en tvåvingeart som först beskrevs av Macquart 1850.  Austrocheilosia australis ingår i släktet Austrocheilosia och familjen blomflugor. Inga underarter finns listade i Catalogue of Life.